# Thomas de Mahy de Favras
Thomas de Mahy, marchese de Favras (Blois, 26 marzo 1744 – Parigi, 19 febbraio 1790), è stato un nobile e politico francese.

## Biografia
Apparteneva a una famiglia impoverita la cui nobiltà risaliva al XII secolo.
A 17 anni divenne capitano dei dragoni e prese parte alle ultime battute della guerra dei sette anni. Nel 1772 divenne primo tenente nel reggimento delle Guardie Svizzere agli ordini del fratello minore del re Luigi XVI, il Conte di Provenza. Incapace di soddisfare le spese del suo rango, che era equivalente a quello di un colonnello dell'esercito, si ritirò nel 1775.
Nel 1776 sposò la baronessa Viktoria Hedwig Karoline di Bärenthal la cui madre, dopo essere stata abbandonata dal marito Carlo Luigi di Anhalt-Bernburg-Schaumburg-Hoym nel 1749, aveva trovato rifugio con sua figlia nella casa di Carlo di Rohan-Soubise. Dopo le nozze, Favras andò a Vienna per tentare di ottenere la restituzione dei diritti paterni alla consorte e trascorse un po' di tempo a Varsavia.
Nel 1787 fu autorizzato a creare una "legione patriottica" in aiuto alla Repubblica delle Sette Province Unite contro lo Stadtholder Guglielmo V e i suoi alleati prussiani.
Tornato a Parigi nel 1789, fu coinvolto in un complotto monarchico ideato dal suo ex comandante, il Conte di Provenza, che aveva l'obiettivo di salvare il re Luigi XVI e porre fine alla Rivoluzione francese. Usando uno dei suoi fedelissimi, il conte di La Châtre, come intermediario, il Conte di Provenza commissionò a Favras di negoziare un prestito di due milioni di franchi dai banchieri Schaumel e Sartorius.

## Arresto, processo e condanna
Il 23 dicembre 1789 venne diffuso un volantino in cui si poteva leggere che Favras era stato assunto dal Conte di Provenza per organizzare un complotto elaborato contro il popolo francese: se tale colpo di Stato fosse andato a buon fine, i sovrani e i loro figli dovevano essere prelevati dal palazzo delle Tuileries e scortati fuori dal paese mentre il Conte di Provenza sarebbe salito sul trono di un qualità di reggente di una monarchia assoluta.
Simultaneamente, una forza di 30.000 soldati doveva circondare Parigi. Nella conseguente confusione, i tre principali leader liberali della città - il popolare Ministro delle Finanze Jacques Necker, il sindaco  Jean Sylvain Bailly e il comandante della nuova Guardia Nazionale parigina La Fayette - avrebbero dovuto essere assassinati. Successivamente, alla città rivoluzionaria sarebbero state tagliate le forniture alimentari per costringerla alla sottomissione.
Come conseguenza del volantino, Favras e sua moglie furono arrestati il giorno successivo e imprigionati nella prigione di Abbaye. Terrorizzato dalle possibili conseguenze dell'arresto, il Conte di Provenza si affrettò a rinnegare pubblicamente Favras tramite un discorso tenuto davanti alla Comune di Parigi e in una lettera inviata all'Assemblea nazionale costituente.
Una quindicina di giorni dopo l'arresto, Favras e sua moglie furono separati e Favras fu rinchiuso presso il Grand Châtelet. Nel corso di un processo durato quasi due mesi, i testimoni non erano d'accordo sui fatti riguardanti il caso e mancavano le prove. Perfino Sylvain Maréchal, redattore anarchico del quotidiano repubblicano Revolutions de Paris, affermò che le prove contro Favras erano insufficienti. Tuttavia, un tentativo di liberazione effettuato da alcuni filo-monarchici armati il 26 gennaio, sventato da La Fayette, suscitò il sospetto dei parigini e il 18 febbraio 1790, nonostante le forti argomentazioni della difesa, Favras fu condannato all'impiccagione.
Dopo aver precedentemente implicato altri nella cospirazione - in particolare il conte di Antraigues - Favras si offrì di fornire ulteriori informazioni alle autorità sui dettagli del golpe e sui partecipanti se la sua esecuzione fosse stata sospesa ma, dopo il diniego delle autorità, si rifiutò di rivelare di più. La sua condanna venne eseguita il giorno successivo a Place de l'Hôtel-de-Ville; ciò venne giudicato entusiasticamente dai membri della popolazione parigina, dal momento che era la prima volta in cui non fu consentita alcuna distinzione nella modalità di esecuzione tra nobili e gente comune.
Dopo aver letto l'ordinanza della sua condanna a morte, De Favras affermò: «Signore, Lei ha fatto tre errori di ortografia».

## Sviluppi seguenti
Favras venne considerato un martire della causa monarchica a causa del suo rifiuto di implicare nel processo il Conte di Provenza, futuro sovrano restaurazionista.
La sua vedova, sopravvissuta al procedimento giudiziario, ricevette quindi una pensione da Luigi XVI e dopo il ghigliottinamento di quest'ultimo lasciò la Francia con i suoi figli. Uno di essi, Charles, in seguito prestò servizio presso gli eserciti degli Asburgo e dell'Impero russo. Dopo il ritorno al potere dei Borbone, lo stesso Charles ricevette un'indennità da Luigi XVIII. Karoline de Mahy (1787-1865), altra figlia di Favras, si sposò nel 1805 con Rudolf von Stillfried-Rattonitz (1764-1833).
Gli atti ufficiali del processo a Favras per alto tradimento contro la nazione sono scomparsi dallo Châtelet, ma è possibile rintracciare la sostanza del loro contenuto nelle carte di un cancelliere.